# Nagysuty-barlang
A Nagysuty-barlang a Duna–Ipoly Nemzeti Parkban lévő Budai-hegységben található egyik barlang. A Remete-hegyen lévő 17 barlang közül a Nagysuty-barlang a leghosszabb.

## Leírás
Remeteszőlős külterületén, a Remete-hegy tetején, a 413 métert jelző magassági ponttól nyugatra, körülbelül 400 méterre, a 423 métert jelző magassági ponttól nem messze, erdőben, fokozottan védett területen, körülbelül 420 méter tengerszint feletti magasságban található a Nagysuty-barlang 1 m széles, 1 m magas, természetes jellegű, szabálytalan alakú és függőleges tengelyirányú bejárata. Egy hévizes eredetű, kb. 10 m átmérőjű és 6 m mély gömbfülke beomlása miatt létrejött beszakadásból nyílik a barlang. A Nagysuty-barlang bejáratától kb. 70 m-re, DNy-ra helyezkedik el a Törpe-zsomboly bejárata.
A Nagysuty-barlang felső triász dachsteini mészkőben keletkezett. Litoklázis mentén, kis tektonikai mozgások hatására, hévíz által végzett oldódás miatt alakult ki az üregrendszer. A bejárat közelében megfigyelhetők a kifagyásos kőzetaprózódás jelei. A jól fejlett kőzetrepedések mentén, nagy, 3–4 m átmérőjű gömbfülkék jöttek létre. Gömbüst roncsok és gyengén fejlett ujjbegykarrok tekinthetők meg a barlang falain. A lezáratlan, könnyen bejárható barlang engedély nélkül is, barlangjáró alapfelszereléssel megtekinthető.
Előfordul a barlang az irodalmában Erdőföldi-barlang (Kordos 1984), Máriaremetei [Öcsi]-barlang (Kordos 1984), Nagysutty-barlang (Egri, Borzsák 2004), Nagysutty-beszakadás (Palkovics 1984), Öcsi-barlang (Kovács, Kovács 1976) és Rácskai-kőfejtő 2. sz. barlangja (Kordos 1984) neveken is. Az Öcsi-barlang nevet Szabó László beceneve miatt kapta. Szabó László a Budapesti Sport Egyesület Barlangkutató Csoportnak volt a vezetője és neki volt a beceneve Öcsi.

## Kutatástörténet
A Budapesti Sport Egyesület Barlangkutató Csoport 1974-ben tervezte, hogy folytatja a munkát a Remetehegyi-fennsíkon, a 423 m-t jelző magassági pont közelében kibontott beszakadásban. A csoport 1976-ban, a Máriaremetei-fennsíkon található barlang feltárásán és a feltárás folytatásának előkészítésén dolgozott. 764 órát, 14 alkalommal és átlagosan 10 személlyel. Az elsődleges feladatuk az volt, hogy egy új bejáratot nyissanak és a barlang biztonságosan feltárható legyen. Emiatt körülbelül 24 m³ törmeléket hordtak a beszakadásból felszínre, valamint kiácsoltak egy körülbelül 1×8 m²-es és egy 1×14 m²-es felületet. Az ácsolatkészítés az ácsolat mögé töltést és kb. 15 m³ törmelék többszöri áthalmozását is igényelte. 1976. november 14-én készült el az ácsolat. A csoport 1976-ben elkészítette az Öcsi-barlang alaprajz térképvázlatát és hossz-szelvény térképvázlatát. A térképlapon, az alaprajz térképvázlat használatához jelölve van az É-i irány. Az alaprajz térképvázlaton megfigyelhető a hossz-szelvény elhelyezkedése a barlangban. A csoport tagjai olajkompasz segítségével mérték fel a barlangot a térképvázlatok elkészítéséhez.
Az 1976. évi MKBT Beszámolóban részletesen ismertetve van a barlang. (A kiadványban publikálva lett a barlang 1976-ban rajzolt két térképvázlata.) A barlang gömbfülkéinek bemérése folyamatban van. A barlang elsősorban hévizes eredetű, de víznyelőként is működött. A gömbfülkék nagyon feltöltődtek oldalfalakról és mennyezetről lehullott kőtömbökkel, valamint a víznyelőként működés során bekerült törmelékkel. A barlang néhány pontján találhatók olyan vakkürtők, melyek a felszín felé vezetnek és 1–1,5 m hosszúak. Ezeknek a kürtőknek az alján, valamint a falakon kis beöblösödések vannak. A beöblösödések általában 1 m szélesek, 0,5 m mélyek és 30–40 cm magasak. Hegyitejjel cementált, ökölnagyságú törmelék van bennük. Ezek valószínűleg egy régebbi, eredetileg sokkal magasabban lévő törmelékszint süllyedése után maradtak a beöblösödésekben, megmutatva a törmelékszint eredeti magasságát.
A hévizes beszakadás keleti részén, amely az épen maradt gömbüstnek oldalfala, egy keskeny, valószínűleg felszíni víztől eredő bevágódás, azaz karrbarázda és rózsacseppkövekkel borított, meredek fal található. A nyugati része egy nagyon összetöredezett, függőleges fal. Egy körülbelül egy méter átmérőjű gömbfülke maradványa látható egy méterre a fal felső pereme alatt. Különböző színű, egyenlőtlen vastagságú agyaglerakódás van a beszakadás oldala felé hajló kőzeten. Az agyaglerakódásban találtak letört cseppköveket, amelyek nagysága 2–3 cm-től 10 cm-ig, átmérője pedig 1 cm-től 2–2,5 cm-ig változik. A cseppkövek törési felületén jól látható a függőcseppkövekre jellemző, gyűrűs szerkezet.
A bejárat utáni első fülkének nagyrésze hófehér a hegyitejtől. A falat néhány helyen cseppkőfodor és cseppkőcsipke fedi. Fejnagyságú törmelékből és egy körülbelül két méter hosszú és egy méter magas kőtömbből áll a fülke bejárati fala. Beszakadáskor a többi törmelék útját valószínűleg ez a kőtömb állta el. A Csigaház a következő terem. A mennyezeten és a keleti falon szálkőzetből kipreparálódott Mollusca, leginkább csiga kövületekről kapta a nevét. Az ősmaradványok legtöbbje Trachynerita fajból és Neriferia fajból áll. A határozást Szabó János, a Magyar Természettudományi Múzeum Őslénytárának segédmunkatársa végezte. A kupola Ny-i oldalának csigaházszerű felemelkedése és kb. 1 m átmérőjű gömbüstben végződése is okot ad arra, hogy ez a terem neve. Világos agyagsárga a falak színe. Képződmények nélküli, tág, száraz fülke.
A következő terem ideiglenesen a Kagyló-terem nevet kapta azért, mert a mennyezeten egy kagylólenyomat van. Sok a teremben a szín és képződmény. A hófehér hegyitejtől májbarnáig, barna és sárga színek különféle árnyalatai megtalálhatók. Ebbe a fülkébe hanyatt fekve lehet becsúszni. Fekvés közben, balkéz felől az összecementálódott törmelékpadkán egy kis méretű cseppkőtetaráta és egy cseppkődudor figyelhető meg. A terem mennyezetén és a járószintet alkotó kőzettörmeléken, amely lehet, hogy a mennyezetről származik szalmacseppkövet és rózsacseppkövet, valamint cseppkővel borított borsókövet lehet találni. A csoport tagja, Kovács Judit ezen a részen, kis mennyiségben, hévizes eredetű barit-dolomit ásványegyüttest talált, amelyből vizsgálat miatt mintát vett. A falakon vasas elszíneződés és vasas kiválás is látható néhány helyen.
A teremből két szűk járat indul. Egyik délkeleti irányban, a Kagyló-terem talpszintje alá hajló mennyezettel a törmelék között 2–2,5 métert megy előre. Alján cseppkőtetaráták és cseppkőkéreg által közrefogott tavacskák vannak. Másik, nyugatra található kuszodának a neve Karistol-ág. Nagyon kanyarog, majd maga alá hajlik és a végén kis kiöblösödés van. A törmelék zárja el a járat folytatását. A járat örvényfolyosóra emlékeztet. A falakon néhány helyen apró borsókő borítás látható. A falak világossárgák. Majdnem minden fordulónál látható egy-egy felszín felé tartó, körülbelül egy–másfél méter hosszú kürtő. Valószínű, hogy a feltörő víz ezeken a kürtőkön akarta folytatni útját, és amikor egy alkalmasabb repedést talált, akkor éles szögben irányt változtatott, majd végül a Kagyló-terembe ért.
A Kagyló-teremben és a Csigaházban a törmelékfelszínen és néhány centiméterrel az alatt, különböző kis rágcsálók és egyéb állatok maradványát találták meg. Topál György vizsgálta meg a csontmaradványok egy részét. Ezekről azt állapította meg, hogy több ezer éves vakondcsigolya, egy fog, hörcsögállkapocs és nyúlcsontok. Jánossy Dénes vizsgálta a másodszor talált csontmaradványokat. Véleménye szerint a leletek pár száz éves mezei nyúl, házimacska, tejfogas kölyökróka és hörcsög csontjai. Valószínűleg a beszakadás után, a kőtömbök között szivárgó víz a csontmaradványokat bemosta a finomszemcsés hordalékkal együtt.
Müller Pál járt a barlangban és a csoport tagjainak geológiai észrevételeit helyesnek ítélte. Hangsúlyozta, hogy a barlang feltárása elhelyezkedése miatt is fontos, mert lehet, hogy a formakincsen, ásványokon és képződményeken keresztül jól tanulmányozható lesz majd a Remete-szurdok és Solymár közötti terület hévizes működés átmenete. A Remete-szurdok és Solymár között ez az egyetlen ismert barlang, de a környék figyelmes bejárásakor a tagok több, eddig még ismeretlen eredetű oldásformát és kis üregeket fedeztek fel. Feltételezték, hogy a fennsík alatt több karsztbarlang és, vagy hévizes barlang van, valamint összeköttetésben is van ezeknek többsége egymással. Az elképzelés a Remete-szurdok sok barlangja alapján és a karsztfennsík bejárásakor szerzett tapasztalatok miatt született. Folyamatban van a környék felmérése és az adatgyűjtés.

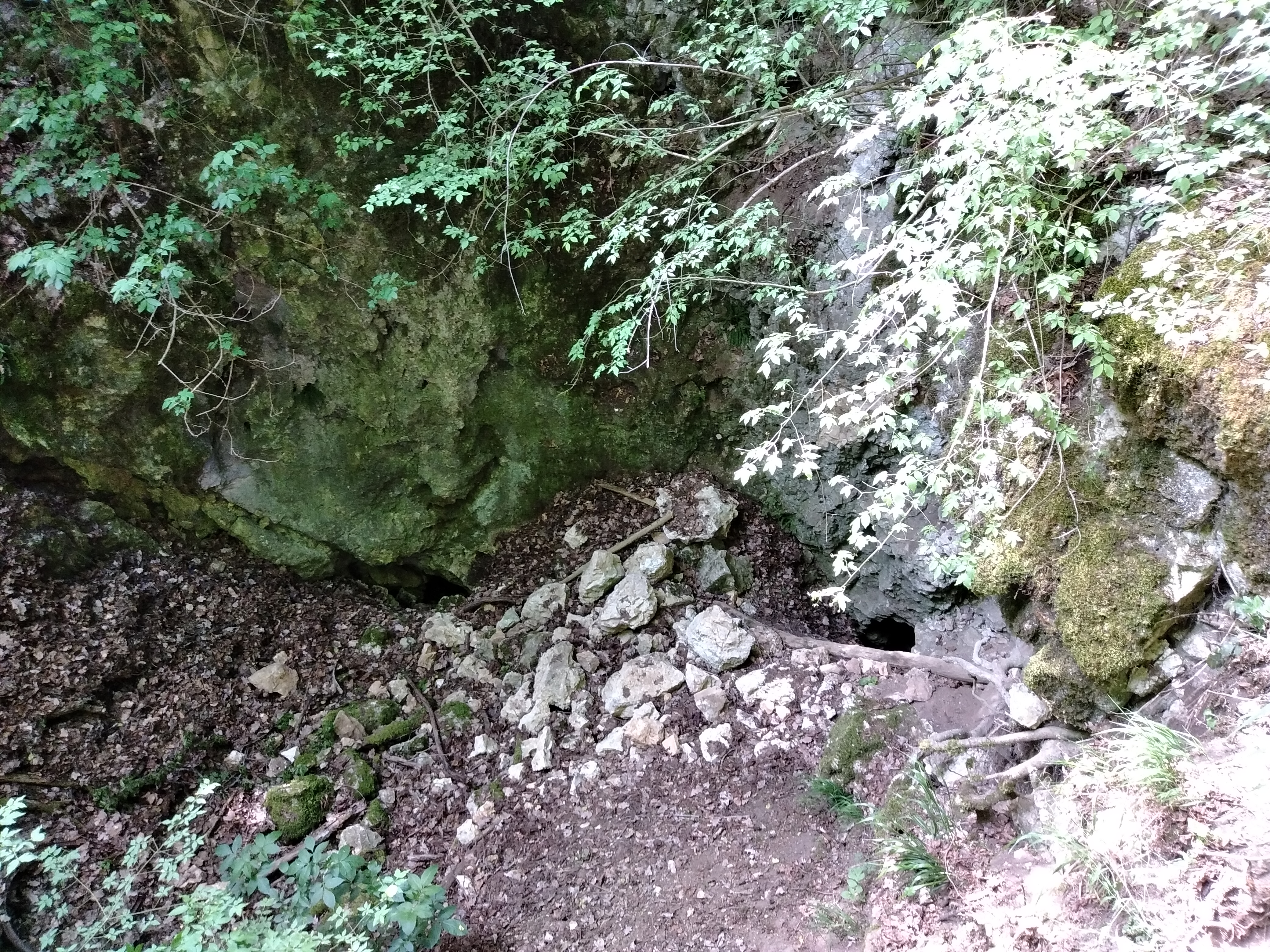
A barlang bejárata

A csoport egyik kutatási területe volt 1977-ben a barlang. Ebben az évben a barlang feltárásán és a feltárás folytatásának előkészítésén ötször, átlagosan hat csoporttag, összesen 280 órát dolgozott. Egy új bejárat létrehozása volt a munkának fő célja, mert a régi egy törmelékfal aljában nyílt, ahol a munka veszélyes volt. A régi bejárat elé, a régi ácsolat alá egy új ácsolatot készítettek és a beszakadásban lévő törmeléket, amely kb. 8 m³ volt, mögé töltötték. Ezzel készítették elő a nyári, július 29-től augusztus 14-ig tartó táborukat. A nyári tábor előkészületei júniusban kezdődtek. A felkészülésben Józsa György és Lipcsei Tibor volt a legaktívabb, amelyben Balogh István és Kováts Kázmér, valamint a csoporttagok vettek részt. Telefonos kapcsolatot hoztak létre a barlang és a tábor között. Műszaki problémák miatt nem tudták elkészíteni az új bejáratot és a barlangban sem tudtak bontani a nyári táborban.
Az 1977. évről szóló jelentésük megjelent az 1977. évi MKBT Beszámolóban. A jelentésben részletesen leírták a barlangot az 1976. évi leíráshoz hasonlóan. Az eltérő szövegrészek a következők. A beöblösödésekben kaolinszerű anyaggal, azaz hegyitejjel összecementálódott ököl nagyságú törmelék található. A hévizes beszakadás keleti részén, amely az épen maradt gömbüstnek az oldalfala, egy keskeny, valószínűleg felszíni víztől eredő bevágódás, azaz karrbarázda található. A déli részen kis hévizes oldásokkal és rózsacseppkövekkel borított, meredek fal található. A Csigaház nevű teremnek Csiga-ház a neve. A Csiga-házban leginkább csiga, Gastropoda ősmaradványok vannak. A Kagyló terem nevű résznek a neve Kagyló-terem. A Kagyló-teremben szalmacseppkő és rózsacseppkő helyett rózsaszalmacseppkő van. A Topál György által vizsgált maradványok között egy gyík fog volt, nem pedig egyik fog. A jelentéshez nem lett mellékelve a barlang 1977-ben készült térképvázlata, mert nem készült olyan.
A csoport 1978. évi jelentése szerint a Máriaremetei-fennsíkon található az Öcsi-barlang. Az elsődleges feladatuk az volt, hogy egy új bejáratot nyissanak és a barlang biztonságosan feltárható legyen. Emiatt augusztus 1-jétől augusztus 20-ig nyári kutatótábort szerveztek. A tábort két csoporttag irányította és a csoportvezető ellenőrizte. A csoport nem ért el nagy eredményt, mert nem sikerült teljesen elkészíteni az új járatot. Az 1978-as jelentésükben látható négy fénykép, amelyeken a barlang bejárata látható. Burján Anna 1979-ben, a barlang területén csigákat gyűjtött, majd határozott meg. 1979-ben nem végeztek feltáró munkát a barlangban, de néhányszor kirándultak benne. A kutatást a biztonságos bejárat hiánya akadályozta. Tervezték, hogy 1980-ban megoldják ezt a problémát.
A csoport a barlang ácsolatát 1980 tavaszán kijavította, de a barlangban nem történt jelentős feltárás. Gazdag László és Kraus Sándor 1982 áprilisában terepbejárást végzett a barlang környékén. 1983-ban, a barlang állapotának megőrzéséhez szükséges munkát végeztek a barlangban. 1984-ben a csoport érdemi munkát nem végzett a barlangban. Az 1984-ben napvilágot látott, Magyarország barlangjai című könyv országos barlanglistájában a Budai-hegység barlangjai között két barlangként szerepel a Nagysuty-barlang. Az egyik barlangnak Erdőföldi-barlang a neve. A másik barlangnak Rácskai-kőfejtő 2. sz. barlangja a neve és Máriaremetei [Öcsi]-barlang a névváltozata. A listához kapcsolódóan látható a Dunazug-hegység barlangjainak földrajzi elhelyezkedését bemutató, 1:500 000-es méretarányú térképen a két barlang földrajzi elhelyezkedése.
1985-ben a csoport tagjai átvizsgálták a járatokat és egy olyan helyet találtak a barlangban, amelyből valószínűleg egy új járatot lehet felfedezni. A korhadt ácsolattal tartott agyagot és köveket áthelyezték, hogy elhárítsák a balesetveszélyt. Az 1990-es években az Anubisz Barlangkutató Szakosztály kutatta. 1995-ben az Anubisz Barlangkutató Csoport a betemetett barlangot megnyitotta, majd átjutott (egy 10–15 cm szélesen induló légrés irányát követve) a nagyon összeállt omladékból álló, végponti szűkületen, 1,5 m kitöltés átbontásával. A végponton átjutva egy 6×8 m átmérőjű, kb. 3–5 m magas, nagyon szép, hévizes oldásformákkal díszített termet fedeztek fel a barlangkutatók. A terem talpszintjét alkotó omladék néhány pontját kissé visszaoldott borsókő, máshol tűkristályos aragonit fedi. Az oldalfalakon látványos örvényüstök figyelhetők meg. A teremből kiindulva, kis munkával egy 15 m-es új szakaszt tártak fel. Ekkor a barlang hossza 70 m, mélysége pedig 33 m.
A csoport 1995. évi jelentésébe bekerült a barlang alaprajz térképe. A térképlapon jelölve van az É-i irány. Az Alpin Generál Kft. 2005-ben felmérte a barlangot, majd a felmérés adatainak felhasználásával megrajzolta a Nagysutty-barlang alaprajz térképét és hosszmetszet térképét. Az alaprajz térkép lapján jelölve van az É-i irány. A hosszmetszet térkép nézetének iránya 173°. Polacsek Zsolt 2005-ben elkészítette a barlang nyilvántartólapját, amely szerint a részletesen felmért barlang 80 m hosszú, 21,6 m függőleges kiterjedésű, 21,6 m mély és 21 m vízszintes kiterjedésű. Szabadon látogatható. A Duna–Ipoly Nemzeti Park Igazgatóság adatai szerint az M0-s autóút nyugati szektor, 10-es főút – 1-es főút közötti tervezett szakasz B változatának nyomvonala a 89. és a 90. kilométerszelvények között közvetlenül érinti a barlangot.